# آبدان غوچو
 آودون غوچو  نام آبدانی است در جنوب دهستان کوخرد ازتوابع بخش کوخرد شهرستان بستک و در غرب استان هرمزگان در جنوب ایران. این آبدان در لمبیر ملکی واقع می‌باشد. آبدان یکی از اصطلاحات جغرافیایی جنوب ایران است. «  آبدان  » در گویش کوخِردی «  آودون  » گفته می‌شود.
«آودون» برای ذخیره و افزایش آب استفاده می‌شود.
از این گونه آودونها در رشته کوه‌های شمال «کوه ناخ» و رشته کوه‌های جنوب کوخرد « کوه زیر » زیاد وجود دارد که بعد از باریدن باران پراز آب می‌شود، بعضی از این آبدانها در طول سال آب دارند مانند « آدون گِردُو » در نرگ بست گز.

## وجه تسمیت
گفتاره‌است که در زمان بسیار دور یک گله آهو از این آبدان آب می‌خوردند. یکی از نرآهوی گله « پازن » یا « غوچ » در هنگام آب خوردن شاخش بین دو سنگ بزرگ که در لب آودون قرار داشته گیر می‌کند وبعلت بزرگی شاخش نمی‌تواند خودش رها کند و در آنجا از گله جاه می‌ماند، و آن غوچ بزرگ در لب آودون از گرسنگی می‌میرد، بعد از مدتی که شکارچیان از آنجا می‌گذرند می‌بینند که یک غوچ بزرگی در لب آبدان به آن وضعیت غمگین مرده‌است، بر نا بر این نام آبدان «  آودون غوچو  » می‌گذارند.
این آودون در شمال پرِرچرچو و در پشت سد جابر واقع شده‌است.

## فهرست منابع و مآخذ
- محمدیان، کوخردی، محمد ،  « شهرستان بستک و بخش کوخرد » ، ج۱. چاپ اول، دبی: سال انتشار ۲۰۰۵ میلادی.
- مهندس:، حاتم، محمد ، غریب“ «تَاریخْ عَرَب الّهْولَة Huwala Arab History » “، دولة الکویت، ج۱. چاپ سوم، القاهرة، مصر ، دار الأمین للطباعة والنشر والتوزیع، ۸ شارع أبوالمعالی، سال انتشار ۱۹۹۷ میلادی، Engineer: Mohammed gharhb Hatem , third edition : Egypt (Cairo),1997 & 2013
- الکوخردی، محمد، بن یوسف، (کُوخِرد حَاضِرَة اِسلامِیةَ عَلی ضِفافِ نَهر مِهران Kookherd, an Islamic District on the bank of Mehran River) الطبعة الثالثة، دبی: سنة ۱۹۹۷ للمیلاد.